# (48960) Clouet
(48960) Clouet est un astéroïde de la ceinture principale.

## Description
(48960) Clouet est un astéroïde de la ceinture principale. Il fut découvert le 25 août 1998 à Blauvac par René Roy. Il présente une orbite caractérisée par un demi-grand axe de 2,39 UA, une excentricité de 0,20 et une inclinaison de 1,4° par rapport à l'écliptique.

## Compléments